# Bombardeo de Darwin
El bombardeo de Darwin fue el primer y mayor ataque jamás perpetrado por una potencia extranjera contra Australia, ocurrido el 19 de febrero de 1942. Ese día, 242 aviones japoneses atacaron los barcos de la bahía de Darwin y los dos aeropuertos de la ciudad, en un intento de evitar que los aliados los utilizaran como bases para responder a las recientes invasiones de Timor y Java. La ciudad, que no estaba preparada para un ataque de tal magnitud, sufrió fuertes pérdidas con poco esfuerzo por parte de los japoneses. Las áreas urbanas de Darwin también sufrieron severos daños por los ataques, hubo muertos y heridos civiles.
Este suceso es conocido como el "Pearl Harbor de Australia". A pesar de que era un objetivo militar de menor importancia, se utilizaron más bombas que en Pearl Harbor. El gobierno australiano minimizó el daño creyendo que darle publicidad representaría un golpe psicológico para la población australiana. Los ataques fueron los primeros y más potentes de los casi 100 ataques aéreos contra Australia durante los años 1942-1943.

## Antecedentes
Darwin tenía una población de cerca de 2000 personas en el momento del ataque, pues la población civil normal de alrededor de 5000 habitantes se había reducido por una evacuación previa. A la fecha, era un puerto con una ubicación estratégica, y contaba con una base naval de la Armada Real Australiana y una base aérea de la Real Fuerza Aérea Australiana (RAAF), además de contar con unos 15 mil soldados aliados estacionados en la zona.
En el momento del ataque, la defensa antiaérea de Darwin era insuficiente, contando con pocas armas automáticas ligeras y ninguna de 20 mm o mayor calibre. De todos modos, la 14.ª Batería antiaérea pesada estaba estacionada en Darwin en ese momento, con sus cañones desplazados en varios sectores, incluyendo varios en posiciones defensivas de la bahía. Las pocas escuadrillas de cazas de la RAAF estaban en Europa, el Norte de África u Oriente Medio. Los únicos cazas modernos con base en Darwin eran 11 P-40 de la Fuerzas Aéreas del Ejercito de los Estados Unidos, de la 33ª escuadrilla de reconocimiento. Había unos pocos CAC Wirraway de entrenamiento, obsoletos y pobremente armados, de los cuales cinco se encontraban inutilizables y seis Hudson que eran de patrulla, pertenecientes a la RAAF. También había una estación de radar en periodo de pruebas, por lo que aún no se encontraba funcionando.
Por otra parte, la mayoría de los aviones de ataque provenía de los cuatro portaaviones de la 1.ª (Akagi y Kaga) y 2.ª División de Portaaviones (Hiryū y Sōryū). También estuvieron involucrados bombarderos pesados basados en tierra. Los japoneses lanzaron dos oleadas de aviones, compuestas por 242 bombarderos y cazas.

## Bombardeo del 19 de febrero de 1942

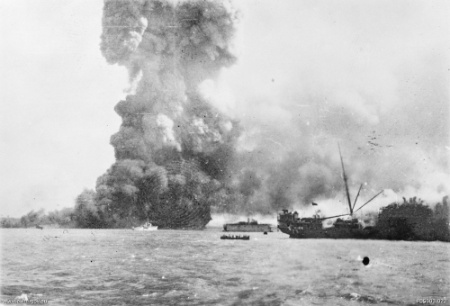
El MV Neptuna explota en el Muelle de Stokes Hill. Al frente de la explosión está el HMAS Vigilant llevando a cabo labores de rescate. En el fondo, al centro se ve el dique seco flotante que retiene a la corbeta HMAS Katoomba. En primer plano se ve el SS Zealandia, también dañado por el bombardeo.

La primera oleada de 188 aviones japoneses, dirigidos por el comandante naval Mitsuo Fuchida, despegó a las 8:45 a. m. A las 9:15 a. m., la fuerza fue descubierta por un coastwatcher australiano en la isla Melville, y luego por el Padre John McGrath, un sacerdote católico que se encontraba realizando trabajo misionero en la Isla de Bathurst, unos 80 km al norte de la ciudad de Darwin. El Padre MCGrath envió un mensaje por radio a la ciudad: "Una formación aérea inusualmente grande aproximándose hacia nosotros desde el noroeste". Darwin recibió las dos advertencias por lo menos dos veces por radio, antes de las 9:37 a. m. Once cazas P-40E Kittyhawk y un LB-30 Liberator acababan de partir de Darwin y el oficial de guardia de Australia asumió que era la misma formación. Las advertencias no se pusieron en práctica, de manera que, al igual que en Pearl Harbor dos meses antes, la última oportunidad de Darwin para hacer preparativos de último minuto para el ataque inminente, se escapó. 
El hidroavión estadounidense Consolidated PBY Catalina, que se encontraba cerca de la isla de Bathurst, se abalanzó sobre nueve cazas Zero japoneses, los cuales lograron derribarlo. Su piloto, el teniente Thomas Moorer, logró amarizar y la tripulación fue rescatada por un buque de carga que pasaba por ahí, el Florence D. El Teniente Moorer se convirtió más adelante en el Jefe de Operaciones Navales y Presidente del Estado Mayor Conjunto de los Estados Unidos. Aunque el Florence D fue atacado y hundido posteriormente, Moorer y la mayoría de su tripulación sobrevivió para luego ser recogidos en tierra. Otro barco cercano, el Don Isidro, también fue hundido.
Fuchida escribiría más adelante sobre el ataque:

[El] trabajo por hacer apenas parecía digno de la Fuerza Nagumo. El puerto, es cierto, estaba lleno de todo tipo de barcos, pero solo un muelle y una línea de costa con unos pocos edificios que parecían ser las únicas instalaciones del puerto. El campo de aviación en las afueras de la ciudad, aunque bastante grande, no tenía más de dos o tres hangares pequeños, y en todo había sólo una veintena de aviones de diversos tipos esparcidos por el campo. No había aviones en el aire. Algunos trataron de despegar a medida que nos acercábamos, pero fueron abatidos rápidamente, y el resto fueron destruidos donde se encontraban. El fuego antiaéreo fue intenso pero ineficaz en gran medida, y rápidamente logramos nuestros objetivos.

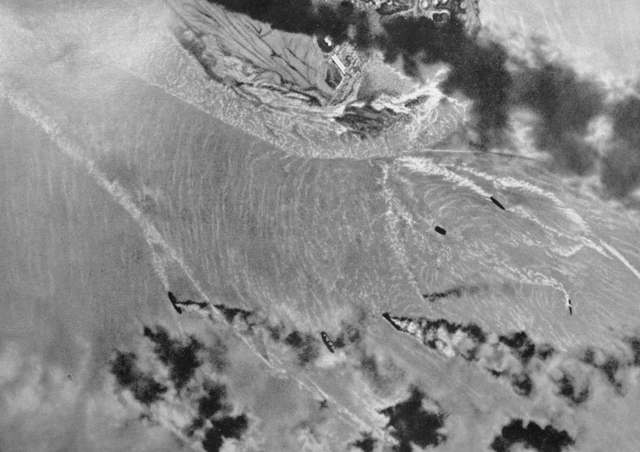
Fotografía aérea de los navíos en llamas en la bahía de Darwin tomada por un piloto japonés durante el primer ataque.

Los japoneses, de hecho, se encontraron con cinco P-40 de la Fuerza Aérea de los Estados Unidos que había regresado recientemente de una misión abortada y, con la superioridad numérica y el elemento sorpresa de su lado, los cazas japoneses dispararon a todos los aviones estadounidenses, excepto uno pilotado por el teniente Robert Ostreicher.
Un total de 81 torpederos Nakajima B5N "Kate" luego atacaron a las embarcaciones - al menos 45 buques— en la bahía, mientras 71 bombarderos en picado Aichi D3A "Val", escoltados por 36 cazas Mitsubishi A6M Zero atacaron la base aérea de la RAAF, campos aéreos civiles y un hospital. Ostreicher derribó dos Vals y logró sobrevivir al ataque, pero no lograron despegar más aviones aliados, pues todos fueron destruidos o no pudieron volar después del primer ataque. Alrededor de las 10:40 la primera oleada de aviones japoneses habían abandonado la zona.
Poco antes del mediodía se produjo un segundo ataque a gran altura por los bombarderos con base en tierra, se concentró en la base aérea de Darwin: 27 bombarderos Mitsubishi G3M "Nell" volaban desde la isla de Ambon y 27 Mitsubishi G4M "Betty" desde Kendari, en la isla filipina de Célebes. Este segundo ataque se prolongó durante 20-25 minutos.
A pesar de la evaluación de Fuchida del fuego antiaéreo como "en gran medida ineficaz", la falta de armadura y autosellado en los tanques de combustible de varios aviones japoneses, así como los prolongados ametrallamientos de bajo nivel llevados a cabo, los hizo excepcionalmente vulnerables al fuego desde tierra. La mayoría de las fuentes australianas dice que cuatro aviones japoneses fueron destruidos en el espacio aéreo australiano.

## Consecuencias

### Víctimas fatales y heridos

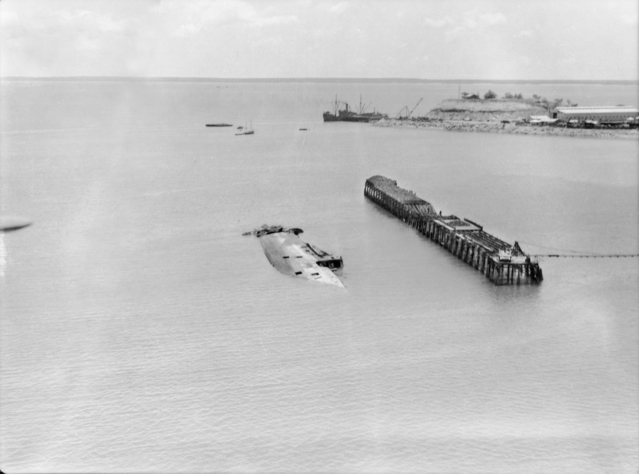
Un buque hundido (el MV Neptuna) y el muelle quemado del puerto de Darwin tras el bombardeo (AWM 027334)

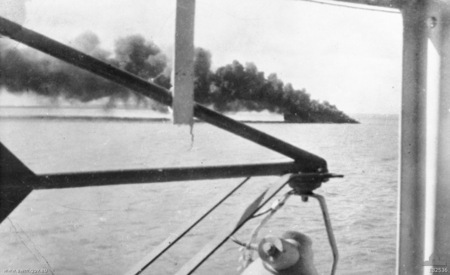
El USS Peary DD-226 hundiéndose.

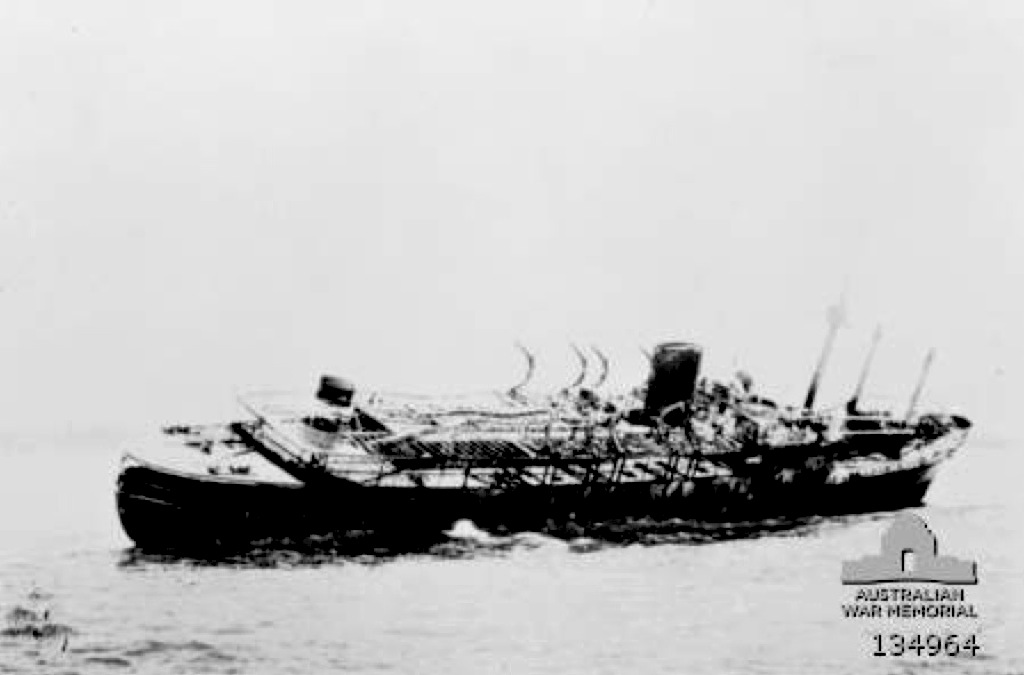
La MV Don Isidro incendiada y hundida cerca de la Isla Melville.

El número de personas muertas durante los ataques del 19 de febrero es tema de discusión. La comisión Lowe, que realizó una investigación en marzo de 1942, identificó 243 víctimas, pero suponiendo que algunos no fueron identificados, concluyó que "el número es de aproximadamente 250". Algunos investigadores y oficiales gubernamentales, incluyendo a John Bradford (autor de In the Highest Traditions - RAN Heroism Darwin 19 February 1942), Peter Stanley (historiador principal del Memorial Australiano de Guerra y autor de varios libros sobre la historia militar australiana), Tom Womack (autor de The Dutch Naval Air Force against Japan), Paul Rosenzweig (autor de Darwin 1942: a reassessment of the first raid casualties), and Rear Admiral Kevin Scarce (gobernador de Australia Meridional) han coincidido en que hubo entre 250–262 víctimas fatales. Sin embargo, una placa en Darwin dio a conocer en 2001 un total de 292. Dicha placa indica que 10 marineros murieron a bordo del USS William B. Preston, pero la Armada de Estados Unidos confirmó que fueron 13 las víctimas mientras que Peter Grose, autor de An Awkward Truth, contabilizó 15:
"Con el total de William B. Preston corregida a 15, una cifra de 297 muertos conocidos es la mejor cuenta que se puede alcanzar ... el número de muertos completo es probablemente un poco más de 300, tal vez hasta 310 o 320."
En 2000, el historiador local Peter Forrest, quien habló con sobrevivientes e investigó los ataques dijo (parafraseado por un periodista) que "la primera incursión aérea japonesa en Darwin probablemente mató más del doble de la cifra oficial de 243" pero dos años después redujo su estimación.
Otras estimaciones de la cifra son mucho más altas: de acuerdo a un artículo de Associated Press sobre el 50° aniversario del bombardeo "algunos estiman que cerca de mil personas murieron". Bradford y Forrest dijeron tras hablar con sobrevivientes que estimaban cerca de 1 500 muertos. Stanley, Grose, Rosenzweig y Tom Lewis rechazaron tales números. Este último afirma que "ciertamente no fueron los 1 024 declarados recientemente en informes sin fundamento" y Grose estimó que "números como 1100 son caprichosamente altos".
Por el contrario, hay menos controversia sobre el número de heridos durante los ataques. La Comisión Lowe estima que "entre 300 y 400" personas resultaron heridas. Lewis dijo que la cifra era de más de 400, a unos 200 de los cuales resultaron heridos de gravedad. Womack escribió que 311 personas resultaron heridas. El historiador militar australiano Chris Coulthard-Clark sitúa un total de entre 250 y 320.

### Naves y aeronaves dañadas

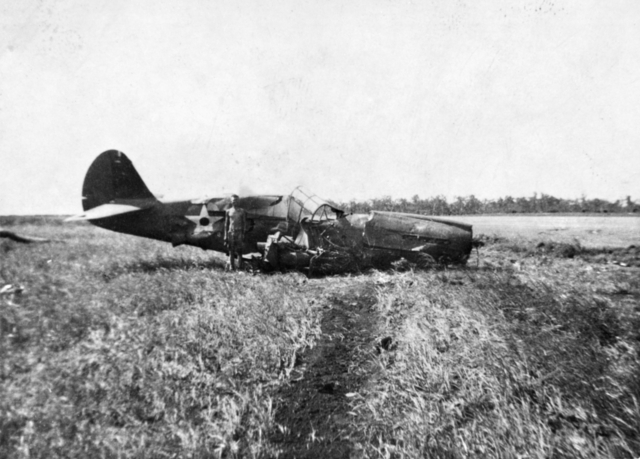
El USAAF P-40E atacado en Darwin.

Ocho embarcaciones fueron hundidas en la rada de Darwin:
- USS Peary DD-226, destructor de la armada estadounidense,
- USAT Meigs,
- Dos barcos australianos de pasajeros:
  - MV Neptuna (hundida)
  - SS Zealandia 1910
- HMAS Mavie, bote patrullero de la Real Armada Australiana
- SS Mauna Loa, carguero mercante de 5,436 toneladas,
- MV British Motorist (1924), un petrolero británico,[28]
- Kelat, un carbonero de 1,849 toneladas.

Entre las naves dañadas pero no destruidas, se encontraba un barco hospital, el AHS Manunda. El USS William B. Preston que había zarpado de Darwin antes del ataque, fue bombardeado en el mar y atracado en Derby.
El mercante filipino MV Don Isidro, sorprendido mientras navegaba a Port Darwin, fue bombardeado, incendiado y hundido cerca de la isla Melville, sus sobrevivientes fueron rescatados por el HMAS Warrnambool.
Las Fuerzas Aéreas del Ejército de Estados Unidos perdieron diez P-40, un bombardero B-24, y tres C-45. La Armada de ese país perdió tres PBY Catalina amarrados fuera del puerto. La RAAF perdió seis Lockheed Hudsons.

### Repercusiones en la ciudad
Los ataques aéreos causaron caos en Darwin, con la mayoría de los servicios esenciales como agua y electricidad gravemente dañados o destruidos. Temores de una invasión inminente se propagaron, y hubo una oleada de refugiados, con la mitad de la población civil huyendo de la ciudad. Hubo reportes de saqueo. De acuerdo a cifras oficiales, 278 funcionarios de la RAAF desertaron como resultado de los ataques, aunque se cree que las deserciones se debieron principalmente a órdenes ambiguas dadas al personal en tierra de la RAAF tras los ataques.
El ejército australiano se enfrentó a grandes dificultades para controlar a sus propias tropas del saqueo a propiedades privadas como "muebles, refrigeradores, estufas, pianos, ropa e incluso los juguetes de los niños" debido a la anarquía y el caos que se produjeron tras el bombardeo. Muchos refugiados civiles nunca regresaron, o no volvieron por muchos años, y en los años de posguerra, algunos afirmaron que las tierras que poseían en Darwin habían sido expropiadas por los órganos de gobierno en su ausencia.

## Posteriores ataques japoneses
Después de la masiva incursión japonesa del 19 de febrero de 1942, el Territorio del Norte y partes del norte de Australia Occidental fueron bombardeados 62 veces más entre el 4 de marzo de 1942 y 12 de noviembre de 1943. Uno de los peores ataques tuvo lugar el 16 de junio de 1942, cuando un gran grupo de japoneses prendieron fuego a los tanques de combustible alrededor del puerto y dañando gravemente a los bancos vacíos, tiendas y estaciones de tren. Los barcos aliados fueron abandonados en gran medida la base naval de Darwin después del primer ataque del 19 de febrero, la dispersión de la mayoría de sus fuerzas para Brisbane, Fremantle y otros puertos más pequeños. Por el contrario, los comandantes aliados de aire pusieron en marcha un importante aumento de la dotación en el área de Darwin, la construcción de más campos de aviación y la implementación de nuevos escuadrones.
Los cuatro portaaviones de la AIJ (Akagi, Kaga, Hiryū y Sōryū) que participaron en el bombardeo de Darwin se hundieron más tarde durante la batalla de Midway, en junio de 1942.

## Enlaces externos

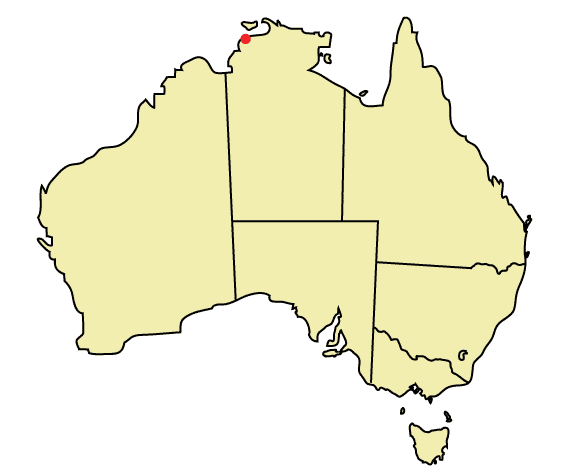
Location of Darwin on Australian continent